# Шорт-трек на зимних Олимпийских играх 2022 — 500 метров (мужчины)
Соревнования по шорт-треку среди мужчин на дистанции 500 метров на зимних Олимпийских играх 2022 прошли 11 и 13 февраля в Столичном дворце спорта. В соревновании приняли участие 32 спортсмена представляющие 17 НОК. Квалификация на Игры осуществлялась по итогам четырёх этапов Кубка мира 2021/2022.
Олимпийским чемпионом 2018 года являлся китайский конькобежец У Дацзин, на соревнованиях текущего года он стал победителем утешительного забега («Финал B»). Победителем соревнований стал венгерский конькобежец Лю Шаоанг.

## Медалисты
| Золото            | Серебро               | Бронза              |
| Лю Шаоанг Венгрия | Ивлиев Константин ОКР | Стивен Дюбуа Канада |

## Расписание
Время местное (UTC+8)
| Дата       | Время | Раунд                         |
| ---------- | ----- | ----------------------------- |
| 11 февраля | 19:00 | Квалификация                  |
| 13 февраля | 19:00 | Четвертьфинал Полуфинал Финал |

## Рекорды
До начала зимних Олимпийских игр 2022 года мировой и олимпийский рекорды были следующими:
| Мировой рекорд     | У Дацзин (CHN) | 39,505 | Солт-Лейк-Сити | 11 ноября 2018  |
| Олимпийский рекорд | У Дацзин (CHN) | 39,584 | Пхёнчхан       | 22 февраля 2018 |

## Результаты

### Квалификация
В квалификационном раунде участвуют 32 спортсмена, разделённые на 8 забегов по 4 конькобежца в каждом. В следующий раунд соревнований выходят по 2 лучших спортсмена из каждого забега и 3 спортсмена с лучшими временами занявшие 3-е место.

#### Забег 1
| Место | Спортсмен         | Страна           | Время  | Примечание |
| ----- | ----------------- | ---------------- | ------ | ---------- |
| 1     | Шандор Шаолинь Лю | Венгрия          | 40,948 | Q          |
| 2     | Себастьен Лепап   | Франция          | 42,081 | Q          |
| 3     | Кикути Кота       | Япония           | 42,176 |            |
| 4     | Ли Джун Со        | Республика Корея | —      | PEN        |

#### Забег 2
| Место | Спортсмен         | Страна    | Время   | Примечание |
| ----- | ----------------- | --------- | ------- | ---------- |
| 1     | Жэнь Цзывэй       | Китай     | 40,669  | Q          |
| 2     | Адиль Галиахметов | Казахстан | 40,722  | Q          |
| 3     | Брендан Кори      | Австралия | 41,097  |            |
| 4     | Максим Лаун       | Канада    | No Time |            |

#### Забег 3
| Место | Спортсмен         | Страна  | Время  | Примечание |
| ----- | ----------------- | ------- | ------ | ---------- |
| 1     | Стивен Дюбуа      | Канада  | 40,399 | Q          |
| 2     | Павел Ситников    | ОКР     | 40,591 | Q          |
| 3     | Андреа Кассинелли | Италия  | 42,791 |            |
| 4     | Олег Гандей       | Украина | 44,163 |            |

#### Забег 4
| Место | Спортсмен        | Страна    | Время  | Примечание |
| ----- | ---------------- | --------- | ------ | ---------- |
| 1     | Денис Никиша     | Казахстан | 40,482 | Q          |
| 2     | Жордан Пьер-Жиль | Канада    | 40,488 | Q          |
| 3     | Стейн Десмет     | Бельгия   | 40,585 | q          |
| 4     | Кацунори Коикэ   | Япония    | 41,199 |            |

#### Забег 5
| Место | Спортсмен         | Страна  | Время  | Примечание |
| ----- | ----------------- | ------- | ------ | ---------- |
| 1     | Константин Ивлиев | ОКР     | 40,272 | Q          |
| 2     | Джон-Генри Крюгер | Венгрия | 40,407 | Q          |
| 3     | Робертс Крузбергс | Латвия  | 40,430 | q          |
| 4     | Квентин Феркок    | Франция | 40,548 |            |

#### Забег 6
| Место | Спортсмен       | Страна           | Время   | Примечание |
| ----- | --------------- | ---------------- | ------- | ---------- |
| 1     | Абзал Ажгалиев  | Казахстан        | 40,870  | Q          |
| 2     | Хван Дэ Хон     | Республика Корея | 40,971  | Q          |
| 3     | Райан Пивиротто | США              | 41,018  | q          |
| 4     | Ицхак де Лаат   | Нидерланды       | No Time |            |

#### Забег 7
| Место | Спортсмен         | Страна     | Время  | Примечание |
| ----- | ----------------- | ---------- | ------ | ---------- |
| 1     | Шаоанг Лю         | Венгрия    | 40,797 | Q          |
| 2     | Владислав Быканов | Израиль    | 40,900 | Q          |
| 3     | Сунь Лун          | Китай      | 42,871 | ADV        |
| 4     | Йенс ван т’ Ваут  | Нидерланды | —      | PEN        |

#### Забег 8
| Место | Спортсмен       | Страна     | Время   | Примечание |
| ----- | --------------- | ---------- | ------- | ---------- |
| 1     | У Дацзин        | Китай      | 40,230  | Q          |
| 2     | Пьетро Сигель   | Италия     | 40,350  | Q          |
| 3     | Чу Сидней       | Гонконг    | 44,857  |            |
| 4     | Дилан Хогерверф | Нидерланды | No Time |            |

### Четвертьфинал
В четвертьфинале участвуют 20 спортсменов, разделённые на 5 забегов по 5 конькобежцев в каждом. В полуфинал выходят по 2 лучших спортсмена из каждого забега и 2 лучших спортсмена с лучшим временем занявшие 3-е место.

#### Забег 1
| Место | Спортсмен         | Страна    | Время  | Примечание |
| ----- | ----------------- | --------- | ------ | ---------- |
| 1     | Денис Никиша      | Казахстан | 40,355 | Q          |
| 2     | Павел Ситников    | ОКР       | 40,643 | Q          |
| 3     | Жэнь Цзывэй       | Китай     | 40,714 |            |
| 4     | Сунь Лун          | Китай     | 40,779 |            |
| 5     | Адиль Галиахметов | Казахстан | 40,925 |            |

#### Забег 2
| Место | Спортсмен         | Страна  | Время  | Примечание |
| ----- | ----------------- | ------- | ------ | ---------- |
| 1     | У Дацзин          | Китай   | 40,528 | Q          |
| 2     | Пьетро Сигель     | Италия  | 40,644 | Q          |
| 3     | Робертс Крузбергс | Латвия  | 40,694 | q          |
| 4     | Шандор Шаолинь Лю | Венгрия | 40,700 |            |
| 5     | Себастьен Лепап   | Франция | 46,814 |            |

#### Забег 3
| Место | Спортсмен         | Страна           | Время  | Примечание |
| ----- | ----------------- | ---------------- | ------ | ---------- |
| 1     | Константин Ивлиев | ОКР              | 40,351 | Q          |
| 2     | Хван Дэ Хон       | Республика Корея | 40,636 | Q          |
| 3     | Абзал Ажгалиев    | Казахстан        | 40,643 | q          |
| 4     | Стейн Десмет      | Бельгия          | 40,718 |            |
| 5     | Джон-Генри Крюгер | Венгрия          | 40,844 |            |

#### Забег 4
| Место | Спортсмен         | Страна  | Время   | Примечание |
| ----- | ----------------- | ------- | ------- | ---------- |
| 1     | Шаоанг Лю         | Венгрия | 40.386  | Q          |
| 2     | Стивен Дюбуа      | Канада  | 40,494  | Q          |
| 3     | Владислав Быканов | Израиль | 41,157  |            |
| 4     | Райан Пивиротто   | США     | 41,841  |            |
| 5     | Жордан Пьер-Жиль  | Канада  | No Time |            |

### Полуфинал
В полуфинале участвуют 10 спортсменов, разделённые на 2 забега по 5 конькобежца в каждом. В финал A выходят по 2 лучших спортсмена из каждого забега, конькобежцы занявшие 3 и 4 места отправляются в финал B.

#### Забег 1
| Место | Спортсмен         | Страна    | Время  | Примечание |
| ----- | ----------------- | --------- | ------ | ---------- |
| 1     | Константин Ивлиев | ОКР       | 40,655 | QA         |
| 2     | Пьетро Сигель     | Италия    | 40,847 | QA         |
| 3     | Павел Ситников    | ОКР       | 40,848 | QB         |
| 4     | Денис Никиша      | Казахстан | 41,005 | QB         |
| 5     | Робертс Крузбергс | Латвия    | 41,870 | QB         |

#### Забег 2
| Место | Спортсмен      | Страна           | Время  | Примечание |
| ----- | -------------- | ---------------- | ------ | ---------- |
| 1     | Шаоанг Лю      | Венгрия          | 40,157 | QA         |
| 2     | Абзал Ажгалиев | Казахстан        | 40,462 | QA         |
| 3     | У Дацзин       | Китай            | 40,478 | QB         |
| 4     | Стивен Дюбуа   | Канада           | 40,825 | ADVA       |
| 5     | Хван Дэ Хон    | Республика Корея | —      | PEN        |

### Финалы

#### Финал B
| Место | Спортсмен         | Страна    | Время  | Примечание |
| ----- | ----------------- | --------- | ------ | ---------- |
| 1     | У Дацзин          | Китай     | 41,157 |            |
| 2     | Павел Ситников    | ОКР       | 41,217 |            |
| 3     | Денис Никиша      | Казахстан | 41,329 |            |
| 4     | Робертс Крузбергс | Латвия    | 41,465 |            |

#### Финал A
| Место | Спортсмен         | Страна    | Время  | Примечание |
| ----- | ----------------- | --------- | ------ | ---------- |
| 1     | Шаоанг Лю         | Венгрия   | 40,338 |            |
| 2     | Константин Ивлиев | ОКР       | 40,431 |            |
| 3     | Стивен Дюбуа      | Канада    | 40,669 |            |
| 4     | Абзал Ажгалиев    | Казахстан | 40,869 |            |
| 5     | Пьетро Сигель     | Италия    | —      | DNF        |